# Comèdia de la Restauració

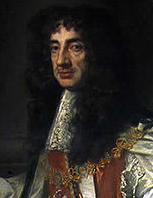
Carles II era un amant de les comèdies de la Restauració.

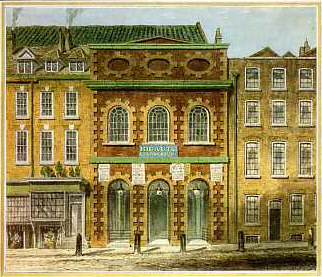
El Queen's Theatre de John Vanbrugh en Haymarket, Londres.

La comèdia de la Restauració (en anglès, Restoration comedy) és el nom que reben les comèdies angleses escrites i interpretades durant el període de la Restauració des de 1660 fins a 1700. Després que les representacions públiques es prohibissin durant 18 anys per les autoritats puritanes, la reobertura dels teatres el 1660 va significar el renéixer del teatre anglès. La comèdia de la Restauració és famosa pel seu caràcter sexual explícit, una característica propugnada pel rei Carles II (1660–1685) personalment i pel caràcter aristocràtic i llibertí de la seva cort. El públic, compost per classes socials diverses, inclou tant aristòcrates, com els seus criats i els seus paràsits, i un important segment de classe mitjana. A aquests afeccionats al teatre, els agradaven les comèdies escrites amb tòpics d'última hora, amb trames molt populoses i precipitades per la introducció de les primeres actrius professionals, i per l'auge dels primers actors considerats com a celebritats. Aquest període es coneix la primera dramaturga femenina, Aphra Behn.

## Companyies de teatre

### Les companyies originals amb patent, 1660–1682
Carles II va ser un mecenes actiu i interessat en el teatre. Poc després de la seva restauració el 1660, va concedir drets exclusius de representació: les anomenades patents reals, a la King's Company i la Duke's Company, dirigides per dos dramaturgs de mitjana edat i carolins; Thomas Killigrew i William Davenant. Els patentats es van barallar pels drets de representació d'obres de la generació anterior, jacobines i carolines, que suposaven la primera necessitat per a la supervivència econòmica abans que pogués sorgir qualsevol obra nova. La seva següent prioritat va ser construir nous teatres amb patents a Drury Lane i Dorset Gardens, respectivament. Esforçant-se per superar a l'altre en magnanimitat, Killigrew i Davenant van acabar tenint teatres bastant semblants, tots dos dissenyats per Christopher Wren, i tots dos adequats a la música i la dansa, i tots dos dotats d'escenaris mòbils i elaborada maquinària per a produir trons, llampecs i ones.
El públic de principis del període de la Restauració no era exclusivament cortesà, com s'ha suposat algunes vegades, però era bastant petit i difícilment podia mantenir a dues companyies. En aquella època, deu representacions consecutives constituïen un rotund èxit. Aquest sistema tan tancat forçava als dramaturgs a ser extremadament sensibles al gust popular. Les modes en el drama canviaven setmana a setmana, més que no pas d'una temporada a una altra, doncs cada companyia reaccionava a les ofertes de l'altra, i es buscaven urgentment noves obres. La King's Company i la Duke's Company van competir entre si pel favor del públic, pels actors populars, i per noves obres, i en aquest clima van néixer i van florir nous gèneres com el drama heroic, el drama patètic i la comèdia de la Restauració.

### United Company, 1682–1695
Tant la quantitat com la qualitat del teatre van disminuir quan el 1682 la Duke's Company, més reeixida, va absorbir a la lluitadora King's Company, i així es va formar la United Company. La producció de noves obres va descendir dràsticament durant els anys 1680, afectada tant pel monopoli i la situació política (vegeu Declivi de la comèdia més a baix). La influència i els ingressos dels actors també van descendir. A la fi dels anys 1680, inversors arriscats ("Aventurers") van convergir a la United Company, mentre que la direcció va ser assumida per l'advocat Christopher Rich. Rich va intentar finançar un embull d'accions "profitoses" i socis "adormits" mitjançant una reducció radical dels salaris i abolint les gratificacions tradicionals dels intèrprets principals, que eren estrelles amb el poder de contraatacar.

### Guerra dels teatres, 1695–1700
Els propietaris de les companyies, va escriure el jove treballador de la United Company Colley Cibber, "que havien fet de l'escena un monopoli, i conseqüentment van creure que podrien imposar aquelles condicions que desitgessin sobre la seva gent, no van tenir en compte que durant tot aquest temps s'esforçaven per esclavitzar a un grup d'actors als quals el públic recolzava." Intèrprets com el llegendari Thomas Betterton, la tràgica Elizabeth Barry, i la jove comedianta en alça Anne Bracegirdle tenien al públic de la seva part i, confiats en això, van marxar de la companyia.
Els actors van obtenir una "llicència per a interpretar" real, esquivant d'aquesta manera la propietat de Rich sobre les dues patents originals, tant de la de Duke's Company com la King's, que dataven de 1660, i van formar la seva pròpia companyia cooperativa. Aquesta empresa única va ser constituïda amb regles detallades per evitar l'arbitrarietat en l'autoritat administrativa, regulant les participacions dels deu actors, les condicions dels treballadors assalariats, i els beneficis per malaltia i baixa. La cooperativa va tenir la bona sort d'obrir el 1695 amb l'estrena de la famosa Love For Love de William Congreve i l'habilitat per fer d'aquesta un gran èxit de taquilla.
De nou tenia Londres dues companyies rivals. La seva carrera per atreure al públic va revitalitzar breument el teatre de la Restauració, però també el va col·locar en l'irremeiable camí de la decadència cap al més baix comú denominador del gust del públic. La companyia de Rich va oferir atraccions del tipus de la fira de Sant Bartolomé — lluitadors, malabaristes, funambulistes, animals en escena — mentre que els actors cooperatius, al mateix temps que apel·laven a l'esnobisme presentant-se com l'única companyia dramàtica legítima de Londres, no van quedar per damunt, ja que per exemple van recórrer a "pròlegs recitats per nens de cinc anys, i epílegs declamats per dames a cavall" (Dobrée, xxi). La demanda de noves obres va estimular a William Congreve i John Vanbrugh a escriure algunes de les seves millors comèdies, però també va fer néixer un nou gènere: la comèdia sentimental que aviat anava a reemplaçar a la comèdia de la Restauració, a favor del gust del públic.

## Actors

### Primeres actrius

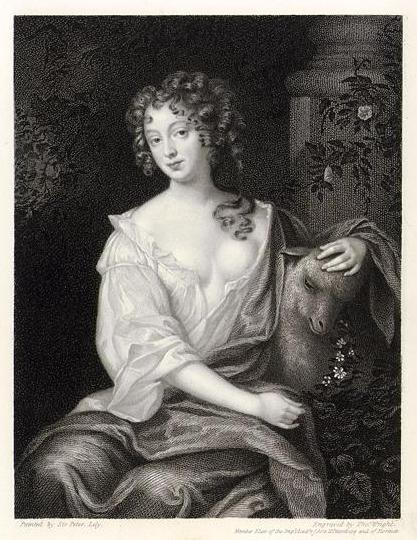
Nell Gwynn, una de les primeres actrius i amant del rei Carles II. Gravat fet per T. Wright segons una pintura de Peter Lely, publicat el 1851 a Beauties of the Court of Charles the Second (Belleses de la cort de Carlos II).

La comèdia de la Restauració es va veure fortament influïda per la introducció de les primeres actrius professionals. Abans del tancament dels teatres, tots els papers femenins van ser interpretats per nois joves, i el públic dels anys 1660 i 1670, predominantment masculí, se sentia curiós, hipercrític i encantat amb la novetat de veure a autèntiques dones implicades en rèpliques agudes i indecents, interpretant escenes de seducció física. Samuel Pepys parlà moltes vegades en els seus famosos diaris de les visites que feia al teatre per veure, una vegada i una altra, la interpretació d'alguna actriu en particular, i com gaudia d'aquestes experiències.
Escenes de comèdia atrevidament suggeridores que involucraven a dones es van fer especialment abundants, encara que per descomptat s'esperava que les actrius de la Restauració, el mateix que els actors masculins, fessin justícia a tot tipus d'obres i tons. (El seu paper en el desenvolupament de la tragèdia de la Restauració és també important.)
Una nova especialitat és gairebé tan primerenca com les actrius: el "breeches role" o "paper amb calçons". Així es denomina el paper d'una actriu que havia d'aparèixer vestida d'home, sent els calçons uns pantalons ajustats que arribaven al genoll, la vestimenta usual dels homes de l'època; interpretaven, per exemple, a l'enginyosa heroïna que es disfressa de noi per ocultar-se, o per dur a terme escapades prohibides per a les noies. Una quarta part de les obres produïdes a l'escena de Londres entre 1660 i 1700 contenia "papers amb calçons". A l'hora d'interpretar a aquests personatges transvestits, les dones es comportaven amb una llibertat que la societat només permetia als homes, i algunes crítiques feministes, com Jacqueline Pearson, consideren que eren una subversió dels rols sexuals tradicionals i atorgaven poder a les dones del públic. Elizabeth Howe, no obstant això, ha objectat que la disfressa masculina, en relació amb els texts que interpretaven, pròlegs i epílegs, apareix com a "poc més que un altre mitjà de presentar a l'actriu com un objecte sexual" per als espectadors masculins, en mostrar el seu cos, normalment ocult per la faldilla, delineat en un vestit masculí.
Entre les actrius reeixides de la Restauració, s'hi trobava l'amant de Carles II, Nell Gwyn, la tràgica Elizabeth Barry, que era famosa per la seva habilitat de "commoure les passions" i fer que tot el públic plorés, la comedianta dels anys 1690 Anne Bracegirdle, i Susanna Mountfort (també coneguda com a Susanna Verbruggen), que va aconseguir que s'escrivissin molts d'aquests "papers amb calçons" especialment per a ella durant els anys 1680 i 1690. Les cartes i les memòries de l'època mostren que tant els homes com les dones del públic gaudien molt de les personificacions fanfarrones i joves lluint calçons i per tant, gaudint de la llibertat social i sexual pròpia del llibertí masculí de la Restauració.

### Primers actors cèlebres

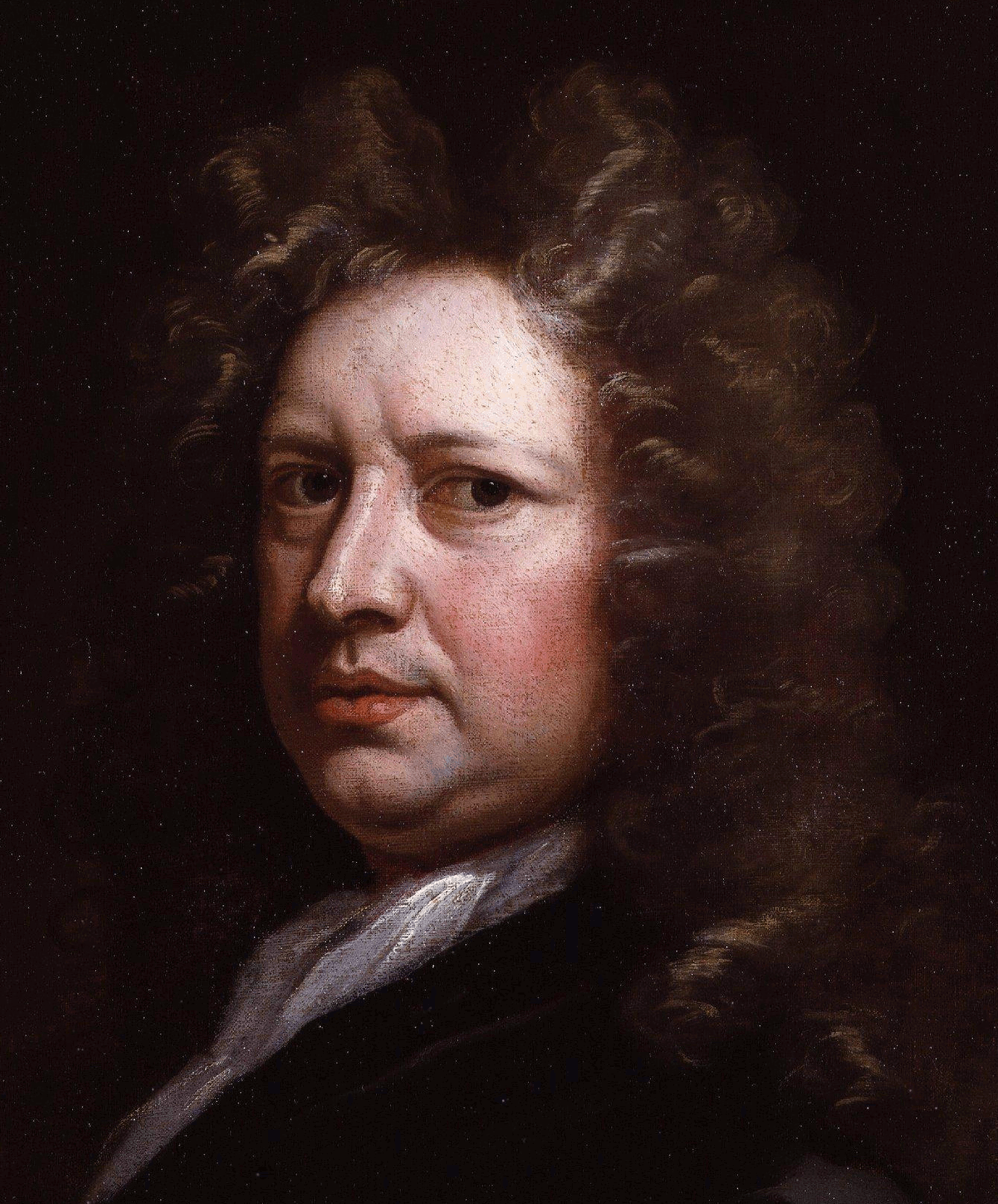
Thomas Betterton va interpretar a l'irresistible Dorimant a l'obra de George Etherege Home a la moda (Man of Mode). L'habilitat interpretativa de Betterton va ser lloada per Samuel Pepys, Alexander Pope, i Colley Cibber.

Durant el període de la Restauració, tant els actors com les actrius que trepitjaven els escenaris londinencs es van fer per primera vegada personalitats públiques i autèntiques celebritats. Els documents de l'època mostren membres del públic atrets a les representacions pel talent d'un actor en particular, més que pels autors (que sembla que van ser l'element menys important, sense que s'anunciés a l'autoria de les obres fins al 1699). Encara que els teatres estaven concebuts per a grans audiències —el segon teatre de Drury Lane des de 1674 tenia capacitat per a 2.000 espectadors— eren de disseny compacte, i el carisma d'un actor podia projectar-se immediatament des de l'escenari amb plataforma avançada.
Amb dues companyies competint pels seus serveis des de 1660 fins a 1682, els actors estrelles, tenien la possibilitat de negociar repartiments de papers, participar en les accions de la companyia, a més d'obtenir els propis salaris. Aquesta situació avantatjosa va canviar quan les dues companyies es van unir el 1682, però la manera en què els actors es van rebel·lar i van assumir l'adreça de la nova companyia el 1695 és, en si mateixa, una il·lustració de quant s'havia desenvolupat el seu estatus i poder des de 1660.
Les estrelles més destacats entre els actors de la Restauració van ser Elizabeth Barry (la "famosa Sra. Barry" que "va forçar les llàgrimes en els ulls de tot el públic") i Thomas Betterton, tots dos molt actius en l'organització de la revolta d'actors de 1695 i titulars de patents originals a la cooperativa d'actors resultant.
Betterton va interpretar tots els grans papers masculins des de 1660 fins al segle xviii. Després de veure Hamlet el 1661, Samuel Pepys escriu en el seu diari que el jove novell Betterton "va fer el paper de príncep més enllà de la imaginació". Les expressives interpretacions de Betterton sembla que van atreure a aficionats al teatre amb tanta força com la novetat de veure a dones a l'escenari. Aviat va quedar establert com l'home principal de la Duke's Company, i va interpretar a Dorimant, el llibertí de la Restauració irresistible i seminal, a l'estrena de l'obra de George Etherege Home a la moda (1676). La posició de Betterton va romandre inatacable al llarg dels anys 1680, tant com el líder de la United Company com el seu director d'escena i gerent quotidià. Va romandre lleial a Rich més que la majoria dels seus companys, però al final va ser ell qui va dirigir la vaga de 1695, i el que es va convertir en el director artístic de la nova companyia.

## Comèdies
La varietat i els vertiginosos canvis de moda són típics de la comèdia de la Restauració. Encara que el tema "teatre de la Restauració" dels llibres de text tracta juntes totes les obres, de manera que sembla que totes elles eren contemporànies, la veritat és que els estudiosos distingeixen la ràpida evolució del teatre anglès al llarg d'aquests quaranta anys, i de les seves causes socials i polítiques. Es reconeix igualment la influència de la competició entre companyies de teatre i l'economia dels teatres.
La comèdia de la Restauració va tenir dos moments àlgids. El gènere va arribar a una espectacular maduresa a mitjans dels anys 1670 amb una sèrie de comèdies aristocràtiques. Van seguir vint anys flacs a aquesta curta edat d'or, encara que s'han de destacar les obres d'Aphra Behn als anys 1680. A mitjans dels anys 1690 hi ha un segon i breu renaixement de la comèdia de la Restauració, que tenia com a objectiu un públic més ampli. Les comèdies dels daurats anys 1670 i 1690 difereixen extraordinàriament entre si. Per exemple, és il·lustrativa la diferència entre La vilatana (The Country Wife, 1676) i La dona provocada (The Provoked Wife, 1697). Aquestes dues obres difereixen una d'una altra en alguns trets que són típics, el mateix que una pel·lícula de Hollywood dels anys 1950 és diferent d'una dels anys 1970. Malgrat tot, les obres no són assenyalades com a "típiques" de les seves dècades. De fet, no hi ha comèdies típiques dels anys 1670 o 1690; fins i tot dins d'aquests breus moments d'auge, els tipus de comèdia van seguir canviant i multiplicant-se.

### Comèdia aristocràtica, 1660–1680
El teatre dels anys 1660 i 1670 va ser revitalitzat per la competició entre les dues companyies amb patents creades amb la Restauració, així com per l'interès personal de Carles II, i els dramaturgs còmics van respondre a la demanda de noves obres. Van agafar idees de l'escena contemporània francesa i espanyola, de les obres angleses jacobines i carolines, i fins i tot de les comèdies clàssiques gregues i romanes, i van combinar les línies de la trama de la forma més atrevida. Les diferències de to en una mateixa obra no eren quelcom criticat, sinó més aviat ben vist, doncs el públic aplaudia la "varietat" tant entre les obres com dins de la mateixa obra. Les primeres audiències de la Restauració sentien poc entusiasme per les comèdies d'estructura simple i ben formades com les de Molière; volien accions amb diverses trames, precipitades, plenes de gom a gom i un ritme ràpid. Fins i tot un toc d'alt drama heroic podia afegir-se a la mescla de comèdia, com ocorre en l'obra de George Etherege Amor en una tina (Love in a Tub, 1664), que té una trama en vers heroic sobre el "conflicte entre l'amor i l'amistat", una altra d'enginyosa comèdia urbana i una altra trama burlesca "de calçotets", en quedar el personatge sense pantalons i haver de vestir-se amb una tina de les usades com a banyera. Aquest tipus d'incongruències van contribuir al fet que es tingués en poca estima a la comèdia de la Restauració als segles XVIII, XIX i principis del XX, però avui dia l'experiència teatral total de la Restauració és valorada sobre l'escena, així com pels crítics acadèmics postmoderns.
Les comèdies antisentimentals o "dures" de John Dryden, William Wycherley, i George Etherege reflectien l'atmosfera de la cort i celebraven un estil de vida del mascle aristocràtic d'intriga i conquesta sexual contínues. John Wilmot, segon Comte de Rochester, veritable llibertí de la Restauració, cortesà i poeta, està representat favorablement a l'obra d'Etherege Home a la moda (1676) com un aristòcrata intel·lectual, enginyós i sexualment irresistible, un model per a la posteritat sobre el que havia de ser un home de la Restauració (encara que aquest cas, no es va convertir en un personatge molt utilitzat per les comèdies de l'època). L'obra de Wycherley L'home sincer (The Plain-Dealer, 1676), una variació sobre el tema de Molière El misantrop, va ser ben vist per la seva sàtira sense compromís i va aconseguir per Wycherley l'apel·latiu de "Plain Dealer" Wycherley o "Manly" Wycherley, seguint el nom del principal personatge: Manly. L'obra que recolza més el càrrec d'obscenitat que sempre s'ha imputat a la comèdia de la Restauració és probablement l'obra de Wycherley La vilatana (1675).

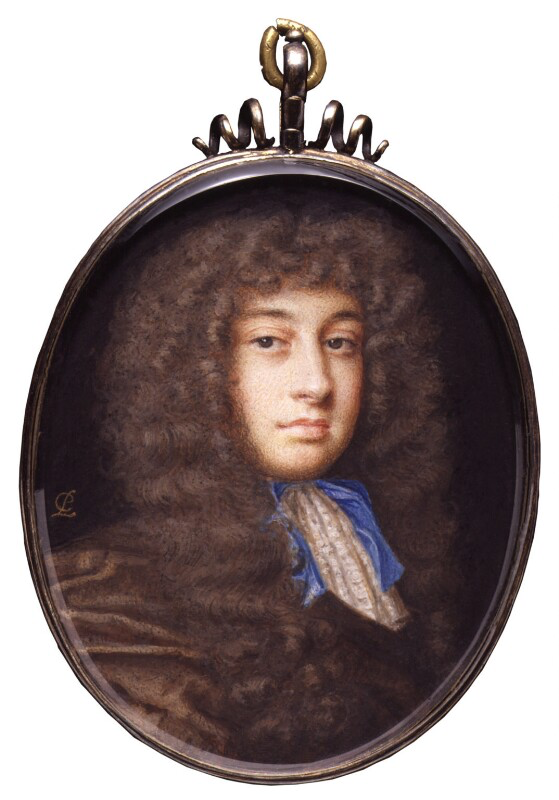
William Wycherley, La vilatana: "Sant Cel, jo també vull una mica de porcellana. Benvolgut senyor Horner, no pretengui donar peces de porcellana a altres persones i a mi cap; convidi'm a mi també."

#### Exemple. William Wycherley,La vilatana(1675)
La vilatana té tres trames lligades però fàcilment distingibles, cadascuna amb el seu propi to:
1. El truc de la impotència del senyor Horner proporciona la història principal i el principi sobre el qual s'organitza l'obra. Un llibertí de classe alta, l'urbanita Sr. Horner emprèn una campanya per a seduir tantes dames respectables com li sigui possible, difonent primer el fals rumor de la seva pròpia impotència, perquè se li permeti entrar on cap home complet pot anar. El truc té gran èxit i Horner té relacions sexuals amb moltes dames casades de reputació virtuosa, els marits de la qual estan felices de deixar-lo tot sol amb elles. Hi ha una escena famosa i indignant, l'"escena de la porcellana", en la qual les relacions sexuals se suposa que han tingut lloc repetidament fora de l'escenari, on Horner i la seva amant duen a terme un llarg diàleg de doble sentit, ple de sobreentesos sobre la col·lecció de porcellana de Horner. La vilatana és una obra que va avançant per moments en què gairebé es descobreix la veritat sobre el valor sexual de Horner (i per tant la veritat sobre les dames respectables), dels quals es lliura gràcies al seu enginy i bona sort. Horner mai arriba a reformar-se, i manté el secret fins al final; s'assumeix que quan caigui el teló, Horner seguirà alegrement collint els fruits de la desinformació difosa.
2. La vida marital de Pinchwife i Margery es basa en l'obra de Molière L'escola de les dones. Pinchwife és un home de mitjana edat que s'ha casat amb una ignorant noia de poble amb l'esperança que ella no li posarà les banyes. No obstant això, Horner l'ensenya, i Margery s'obre pas a través de la sofisticació d'un matrimoni londinenc sense adonar-se'n. Està entusiasmada amb la bellesa viril dels galants de la ciutat, els llibertins i especialment els actors de teatre (aquest tipus de bromes auto-referencials a l'escena estaven alimentades pel nou alt estatus dels actors), i manté a Pinchwife en estat de continu de terror davant la brutal franquesa de la seva esposa i el seu obert interès pel sexe. Una broma repetida és la manera en què la gelosia patològica de Pinchwife sempre li porten a proporcionar a Margery just la classe d'informació que ell desitja que ella no tingui.
3. El festeig entre Harcourt i Alithea és, per comparació, una edificant història d'amor en la qual l'enginyós Harcourt obté la mà de la germana de Pinchwife, Alithea.

### La decadència de la comèdia, 1678–1690
Quan les dues companyies es van unir el 1682 i l'escena londinenca es va convertir en un monopoli, va disminuir dràsticament tant el nombre com la varietat d'obres noves que s'escrivien. Va haver-hi un canvi des de la comèdia al drama polític seriós, la qual cosa reflecteix les preocupacions i divisions que van seguir al Complot papista de 1678 i la Crisi de l'exclusió de 1682. Les poques comèdies que es van produir van tendir a centrar-se en matèria política, amb el dramaturg whig Thomas Shadwell lluitant contra els tories John Dryden i Aphra Behn. L'assoliment únic de Behn com una de les primeres escriptores professionals ha estat objecte de molts estudis recents.

### Renaixement de la comèdia, 1690–1700
Durant la segona onada de la comèdia de la Restauració als anys 1690, les comèdies "més suaus" de William Congreve i John Vanbrugh van reflectir les percepcions culturals canviants i un gran canvi social. Les obres dels anys 1690 sembla que es dirigien a públics amb major mescla de classes, amb un fort element de classe mitjana i a espectadores femenines, per exemple traslladant la guerra de sexes de l'àrea de la intriga a la del matrimoni. Els focus de protagonisme ja no seran els joves llests. La fosca obra de Thomas Southerne L'excusa de les esposes (The Wives' Excuse, 1691) no és encara molt "suau": mostra a una dona miserablement casada amb un petimetre, Friendall, l'amic de tot el món, les bogeries i indiscrecions del qual minen el valor social de la seva esposa, doncs l'honor de la dona va lligat al del marit. La Sra. Friendall és perseguida per un pretendent, un llibertí prosaic exempt de totes les qualitats que feien encantador al Dorimant d'Etherege, i ella s'absté d'actuar o triar a causa de la falta d'atractiu de totes les seves opcions. Tot l'humor d'aquesta "comèdia" radica en les trames secundàries de persecució amorosa i fornicació, i no en la història principal.
En les obres de Congreve Amor per amor (Love for Love, 1695) i Així va el món (The Way of the World, 1700), els "duels d'enginy" entre amants típics de la comèdia dels anys 1670 són molt fluixos. Les peces "estira i arronsa" de parelles que estan encara provant la seva atracció mútua s'han canviat per enginyosos debats prenupcials en vespres del matrimoni, com a la famosa "escena de la condició" a Així va el món (1700). L'obra de Vanbrugh La dona provocada (1697) segueix les petjades de l'Excusa de les esposes de Southerne, amb un toc més lleuger i personatges més humanament recognoscibles.

#### John Vanbrugh,La dona provocada(1697)

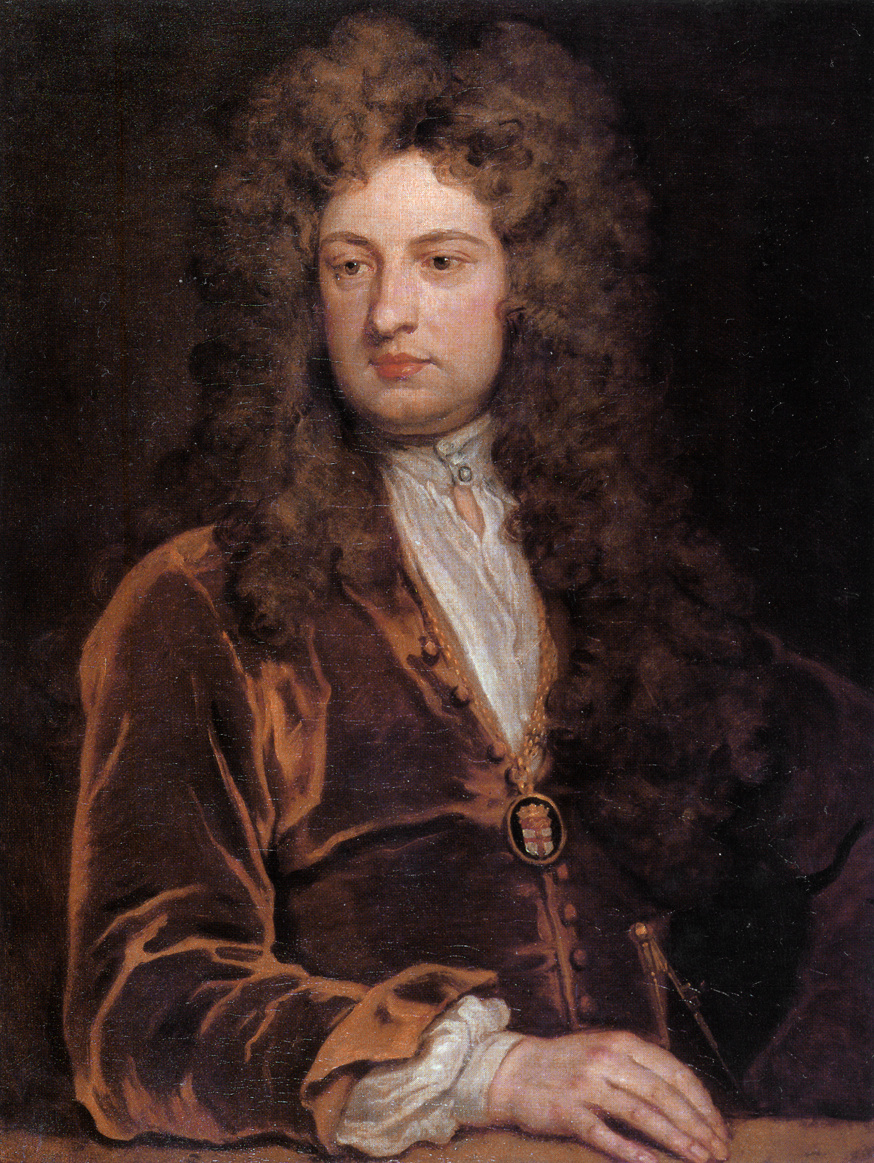
John Vanbrugh, La dona provocada: "Aquests són uns bons temps. Una dona pot tenir un galant i també una pensió per a almients.".

La dona provocada és una espècie d'obra de tesi de la Restauració atès que tracta sobre la posició legal subordinada de la dona casada i les complexitats d'un "divorci" i separació, temes que havien destacat a mitjans dels anys 1690 per alguns casos famosos davant la Càmera dels Lords.
Sir John Brute a La dona provocada està cansat del seu matrimoni. Arriba borratxo a casa totes les nits i contínuament és groller amb a la seva dona. Amb el temps, ella es veu temptada a embarcar-se en un embolic amorós amb l'enginyós i fidel Constant. El divorci no és una opció per a cap dels Brute, però hi ha formes de separació legal que havien aparegut recentment, i podrien assegurar-li una pensió d'aliments separada a l'esposa. Aquest tipus d'arranjament no permetria que es tornessin a casar. Així i tot, reflexiona Lady Brute, en una de les moltes discussions que té amb la seva neboda Bellinda, "Aquests són bons temps. Una dona pot tenir un galant i una també una pensió alimentosa".
Bellinda és al mateix temps cortejada de manera aspra per l'amic de Constant, anomenat Heartfree, que queda sorprès i consternat quan descobreix que està enamorat d'ella. El mal exemple dels Brute és un advertiment constant per Heartfree en contra del matrimoni.
La dona provocada és una obra de conversa, on el focus d'atenció està menys en les escenes d'amor i més en la discussió entre les amigues (Lady Brute i Bellinda) i els amics (Constant i Heartfree). Aquests intercanvis, encara que estan plens de bromes, són reflexius i tenen un toc de malenconia i frustració.
Després d'una complicació respecte a una carta falsificada, l'obra finalitza amb el matrimoni entre Heartfree i Bellinda i l'estancament entre els Brute. Constant continua cortejant a Lady Brute, i ella segueix sense saber què fer.

### Final de la comèdia
La tolerància per la comèdia de la Restauració, fins i tot en la seva forma modificada, va acabar esgotant-se al final del segle xvii, doncs l'opinió pública va tornar cap a la respectabilitat i la serietat fins i tot més ràpid que els dramaturgs. Hi havia una sèrie de causes relacionades amb aquest canvi de gustos, entre elles el canvi demogràfic, la Revolució gloriosa de 1688, el desgrat de Guillem i María pel teatre i els plets que es van plantejar contra dramaturgs per la Societat per a la Reforma dels Costums (fundada el 1692). Quan Jeremy Collier va atacar a Congreve i Vanbrugh en el seu Breu tractat sobre la impiedad i immoralitat de l'escena anglesa (Short View of the Immorality and Profaneness of the English Stage) el 1698, estava confirmant un canvi en els gustos del públic que ja havia tingut lloc. A l'estrena al 1700 de l'esperada obra Així va el món, la primera comèdia de Congreve en cinc anys, el públic va mostrar només un moderat entusiasme per aquesta obra subtil, gairebé malenconiosa. La comèdia de sexe i enginy anava a ser reemplaçada pel teatre de sentiments obvis i moralitat exemplar.

## Història posterior

### Història sobre l'escenari
Durant els segles xviii i xix, la franquesa sexual de la comèdia de la Restauració va fer que els productors utilitzessin parts d'aquestes o les adaptessin en profunditat, més que no pas interpretar-les de forma veraç. Avui, la comèdia de la Restauració és de nou molt apreciada als escenaris. Els clàssics, com La vilatana i L'home sincer (de Wycherley), Home a la moda (de Etherege), així com Amor per amor i Així va el món (de Congreve) competeixen no només amb l'obra de Vanbrugh La reincident (The Relapse) i La dona provocada, sinó també amb part de comèdies més fosques i menys divertides com L'excusa de les esposes de Southerne. Aphra Behn, en un temps considerada irrepresentable, té avui un gran renaixement, amb El rodamón (The Rover) com a peça consolidada de repertori.

### Crítica literària
La visió nefasta de les impropietats sexuals va mantenir a la comèdia de la Restauració llarg temps no només lluny de l'escena, sinó també tancada a l'armari dels verins dels crítics. Els crítics victorians com William Hazlitt, encara que valoraven l'energia i "força" lingüística dels escriptors canònics com Etherege, Wycherley, i Congreve, sempre equilibraven la lloança estètica amb una forta condemna moral. Aphra Behn va rebre la condemna sense la lloança, atès que la comèdia sexual oberta era considerada particularment ofensiva quan provenia d'una escriptora. En arribar el segle xx, van començar a aparèixer una assetjada minoria d'acadèmics entusiasmats per la comèdia de la Restauració, com l'important editor Montague Summers, la feina del qual va assegurar que les obres d'Aphra Behn seguissin imprimint-se.
"Els crítics segueixen sorprenentment a la defensiva sobre les obres mestres d'aquesta època", va escriure Robert D. Hume el 1976. Només al llarg de les últimes dècades aquesta afirmació ha resultat falsa, doncs la comèdia de la Restauració ha estat reconeguda com un subjecte gratificant per a anàlisi d'alta teoria i l'obra de Wycherley La vilatana, durant molt temps considerada l'obra més obscena de teatre en anglès, s'ha convertit en una espècie de favorita pels acadèmics. Escriptors còmics "menors" estan cridant gran part de l'atenció, especialment la generació de dramaturgues posteriors a Aphra Behn, que van aparèixer entorn de l'any 1700, com Delarivier Manley, Mary Pix, Catharine Trotter, i Susannah Centlivre. Un ampli estudi de la majoria de les comèdies de la Restauració mai impreses s'ha fet possible a través d'Internet, encara que només per subscripció, a les primeres edicions de la British Library.

## Llista de comèdies destacades de la Restauració

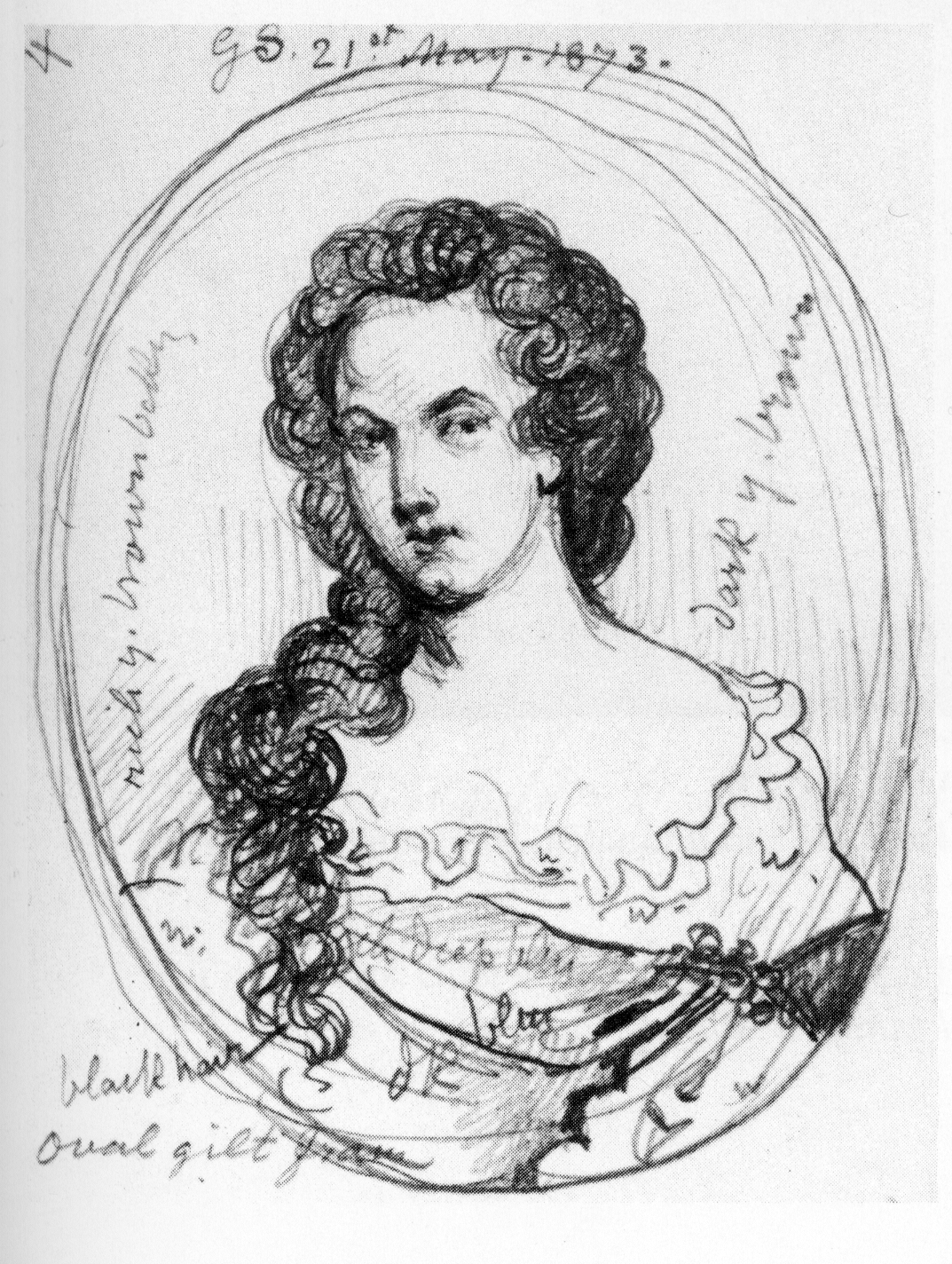
El rodamón, dAphra Behn, és avui una peça de repertori.

- Charles Sedley, El jardí de les mores (The Mulberry-garden, 1668)
- George Villiers, II duc de Buckingham, L'assaig (The Rehearsal, 1671)
- John Dryden, Matrimoni a la moda, (Marriage-A-la-Mode, 1672)
- William Wycherley, La vilatana (The Country Wife, 1675), L'home sincer (The Plain-Dealer, 1676)
- George Etherege, Amor en una tina (Love in a Tub, 1664), Home a la moda (The Man of Mode, 1676)
- Aphra Behn, El rodamón (The Rover, 1677), Els caps pelats (The Roundheads, 1681), El rodamón, segona part (The Rover, Part II, 1681), Cop de sort (The Lucky Chance, 1686)
- Thomas Shadwell, Bury Fair (1689)
- Thomas Southerne, Sir Anthony Love (1690), L'excusa de les esposes (The Wives Excusi, 1691)
- William Congreve, El Solterot (The Old Bachelor, 1693), Amor per amor (Love For Love, 1695), Així va el món (The Way of the World, 1700)
- John Vanbrugh, La reincident (The Relapse, 1696), La dona provocada (The Provoked Wife, 1697)
- George Farquhar, Amor i una ampolla (Love and a Bottle, 1698), La parella constant (The Constant Couple, 1699), Sir Harry Wildair (1701), L'oficial de reclutament (The Recruiting Officer, 1706), L'estratagema dels galants (The Beaux' Stratagem, 1707)
- Susannah Centlivre, L'espòs perjuro (The Perjured Husband, 1700), The Basset-Table, (1705), The Busie Bodi (1709)